# Індонезійська Есперанто-Асоціація
Індонезійська Есперанто-Асоціація (есп. Indonezia Esperanto-Asocio) — національна організація есперантистів Індонезії, секція Всесвітньої Есперанто-Асоціації.

## Виникнення есперанто-руху в Нідерландській Ост-Індії
Перші публікації про есперанто з'явилися у газеті «Soerabaijasch Handelsblad» 1887 року і мали доволі скептичний щодо нової мови характер. Наприкінці ХІХ ст. нідерландська колоніальна преса в Ост-Індії описувала поширення мови у метрополії, висловлювалися позитивні думки щодо есперанто, хоча були й жарти з цього приводу. В газеті «De Sumatra Post» есперанто порівнювали з малайською, яка є мовою міжетнічного спілкування в регіоні (нід. «Oostersch Esperanto» — «східне есперанто»).
На початку ХХ століття з'являються піонери есперанто Ост-Індії. Ними були переважно голландці і англійці, які прибували сюди на роботу в якості співробітників компаній, викладачів і матросів. Певно, першими есперантистами були Л. Кейдел і Ґ. ван дер Ноордаа, члени «Французького товариства поширення есперанто». Дещо пізніше тут з'являється кілька членів Нідерландської Есперанто-Асоціації «Майбутнє – наше» (есп. «La Estonto estas Nia»).
Першим делегатом Всесвітньої асоціації есперанто з нідерландської Ост-Індії був Verdavalo, в 1913 році до нього приєднався Альберт Кнеґт.
Першим есперантистом, який народився у Ост-Індії був Liem Tjong Hie, який вивчив есперанто в 1919 році й був активним есперантистом протягом 70 років. Kho Yok Siang вивчив мову у 1920 році за підручником брата, який привіз його з Японії. Обидва мали китайське походження. У наступні роки інтерес до мови виріс. З'явилися публікації на есперанто. Число делегатів Всесвітньої асоціації есперанто зростало майже щороку, з двох в 1920 році до дев'ятнадцяти в 1934 році.
У 1922 році була заснована Есперанто-Асоціація Нідерландської Індії (есп. «Nederlandhindia Esperantista Asocio»). Її члени були в основному голландського походження, але були також місцеві жителі (здебільшого, яванці). За час недовгого існування спілки, в 1922—1923 роках, Альберт Кнеґт опублікував журнал «Есперанто — пропагандистський лист Есперанто-Асоціації Нідерландської Індії» (нід. «Esperanto – Propagandablad der Nederlandsch Indische Esperantisten-Vereeniging»).
У 1922 році в Індонезії з'явилися перші курси есперанто, в тому числі для жінок.
У 1924 році Liem Tjong Hie опублікував першу прозову книгу про Яву «Яванські легенди і байки» (есп. «Javaj legendoj kaj fabloj»). З 1925 есперантисти Нідерландської Ост-Індії почали писати для міжнародних журналів есперанто. У 1925 році вийшов перший номер «Індійського есперантиста — органа всеіндійського есперантистського загалу» (есп. «Hinda Esperantisto – Organo de la tuthinda Esperantistaro»), у ньому редактор Liem Tjong Hie закликав до об'єднання і взаємної підтримки есперантистів Нідерландської Індії, незалежно від раси, релігії або мови.

## 1930-ті— 1940-ві роки
До 1941 року виходило кілька періодичних видань, випускалися книги, проводилися курси на декількох островах, існували клуби і об'єднання, що різними способами агітували вивчати есперанто.
У роки Другої світової війни есперанто-рух колапсував, кілька есперантистів загинуло в боях з японцями або були взяті в полон, утримувалися в японських концтаборах.

## Між Другою світовою війною та 1960-м роком
У 1948 році генеральний секретар Нідерландської Есперанто-Асоціації в офіційному органі спілки «Нідерландський есперантист» (есп. «Nederlanda Esperantisto») закликав відгукнутися есперантистів Ост-Індії, щоб поновити старі контакти, наскільки це було можливо. Проте заклик не мав великого успіху.
У пресі під 1950 роком згадується Індонезійська Асоціація Есперантистів, яка, вочевидь, не відзначилася значною активністю. З 1950-х років пропагандою есперанто займалася Datoe Toemenggoeng, політик, активістка захисту прав жінок та журналіст. У 1952 за її ініціативи було заснувана Індонезійська Універсальна Есперанто-Асоціація, пізніше перейменована на Індонезійську Есперанто-Асоціацію. Конкретні заходи есперантистів цього часу — створення курсів і клубів у великих містах на різних островах і редагування періодичних видань, підручників і словників. В квітні 1960 року відбулася перша національна конференція в Джакарті.
В 1950-х есперанто вивчається в державних та приватних навчальних закладах. Кілька індонезійців стали членами ради директорів в міжнародних есперанто-організаціях, Datoe Toemenggoeng заснувала і очолила Південно-азійську Есперанто-Федерацію (1958) та Ісламську Есперанто-Асоціацію (1960).
Продовжував активну діяльність у цей час і Liem Tjong Hie. Його видавнича компанія після отримання незалежності називалася «Індонезійський інститут есперанто». Ним було видані численні підручники, словники та інші матеріали по есперанто.

## Занепад есперанто-руху
У 1960-х роках рух есперанто в країні було фактично розгромлено внаслідок антикомуністичної та антикитайської істерії, яка в цей час набула великого розмаху. Багато есперантистів мали китайське походження, спілкувалися зі своїми колегами з «соціалістичних» країн Східної Європи та Китаю, отримували звідти літературу, тому могли стати потенційними жертвами переслідувань. Рух було загнано в підпілля.
Після цього важкого періоду було лише кілька спроб відновити рух. Наприклад, у 1975 році в Семарангу було засноване «Індонезійське есперанто-товариство» (есп. «Indonezia Esperanto-Societo»). Товариство працює дуже нерегулярно, з тривалими періодами неактивності.

## Новий етап. Відродження Індонезійської Есперанто-Асоціації
З листопада 2009 року рух есперанто та інтерес до нього фактично був відновлений завдяки ряду публікацій з історії есперанто в Індонезії бельгійської есперантистки Хайді Ґоус.
7 квітня 2013 року, під час Конгресу есперанто Індонезії, була відроджена Індонезійська Есперанто-Асоціація.
На даний час Асоціація не є офіційно зареєстрованою, тому не має змоги створити власний вебсайт. Основна інформація знаходиться на вебсторінці бюлетеню «Есперанто в Індонезії» (есп. «Esperanto en Indonezio»). З 2013 року бюлетень редагує молодий індонезієць Андре Самосір, відтоді цей часопис є офіційним періодичним виданням відродженої Індонезійської Есперанто-Асоціації.